# Музична клавіатура

Ілюстрація піаніно з 88 клавішами

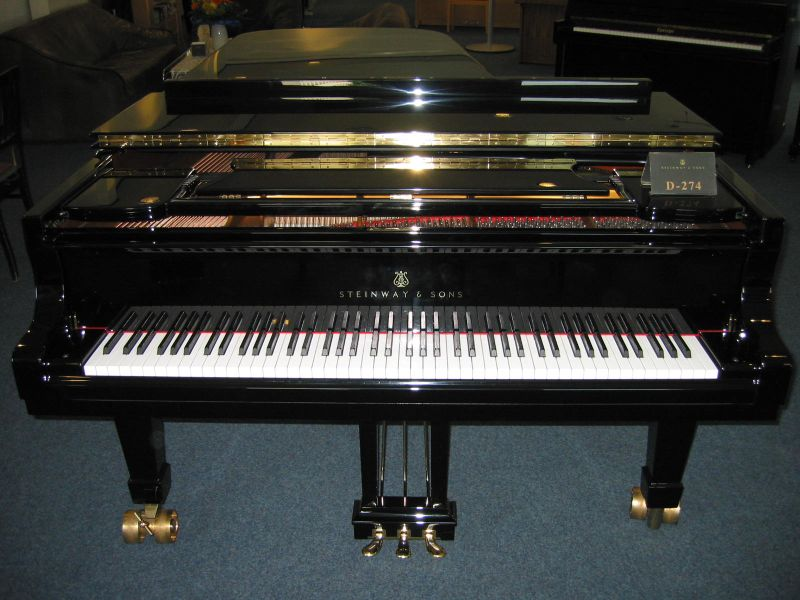
Музична клавіатура концертного рояля Steinway

Музична клавіатура — це набір суміжних натискних важелів або клавіш на музичному інструменті. Клавіатури зазвичай містять клавіші для гри дванадцяти нот західної музичної гами, з комбінацією більших, довших клавіш (зазвичай білого кольору) і менших, коротших клавіш (зазвичай чорного кольору), яка повторюється з інтервалом в октаву. Натискання клавіші на клавіатурі змушує інструмент видавати звуки - механічним ударом по струні або кісточці (акустичне та електричне піаніно, клавікорд), щипком за струну (клавесин), пропусканням повітря через трубний орган, ударом у дзвіночок (карильйон) або активацією електронної схеми (синтезатор, цифрове піаніно, електронна клавіатура). Оскільки найпоширенішим клавішним інструментом є фортепіано, клавіатуру часто називають фортепіанною клавіатурою або просто фортепіанними клавішами.